# 마이크로파 전송
마이크로파 전송(microwave transmission)은 마이크로파 무선 파장으로 정보를 전송하는 것이다. 영국 해협을 걸친 실험적인 40-마일 (64 km) 마이크로파 통신 링크가 1931년 시연되었으나 제2차 세계 대전의 레이다 개발을 통해 실용적인 마이크로파 통신 이용이 가능해졌다. 1950년대에 도시 간 원거리 전화 트래픽, 텔레비전 방송을 중계할 목적으로 가시선 빔으로 연결되는 일련의 중계소로 구성된, 대륙을 횡단하는 대형 마이크로파 중계망이 유럽과 미국에 건설되었다. 마이크로파로 지상 기지국 간에 데이터를 전송하였던 통신위성들은 1960년대에 훨씬 더 먼 거리의 트래픽을 점유하였다. 근래 수년 간 소비자의 가정에 직접 텔레비전 및 라디오 방송을 수행하는 방송 위성과 무선 네트워크 등 새로운 통신 기술에 의해 마이크로파 스펙트럼 이용률이 폭발적으로 증가하였다.

## 같이 보기
- 무선 전력 전송
- 송신소

## 참고 문헌
- Microwave Radio Transmission Design Guide, Trevor Manning, Artech House, 1999